# ジョージ・ダグラス＝ハミルトン (初代オークニー伯)

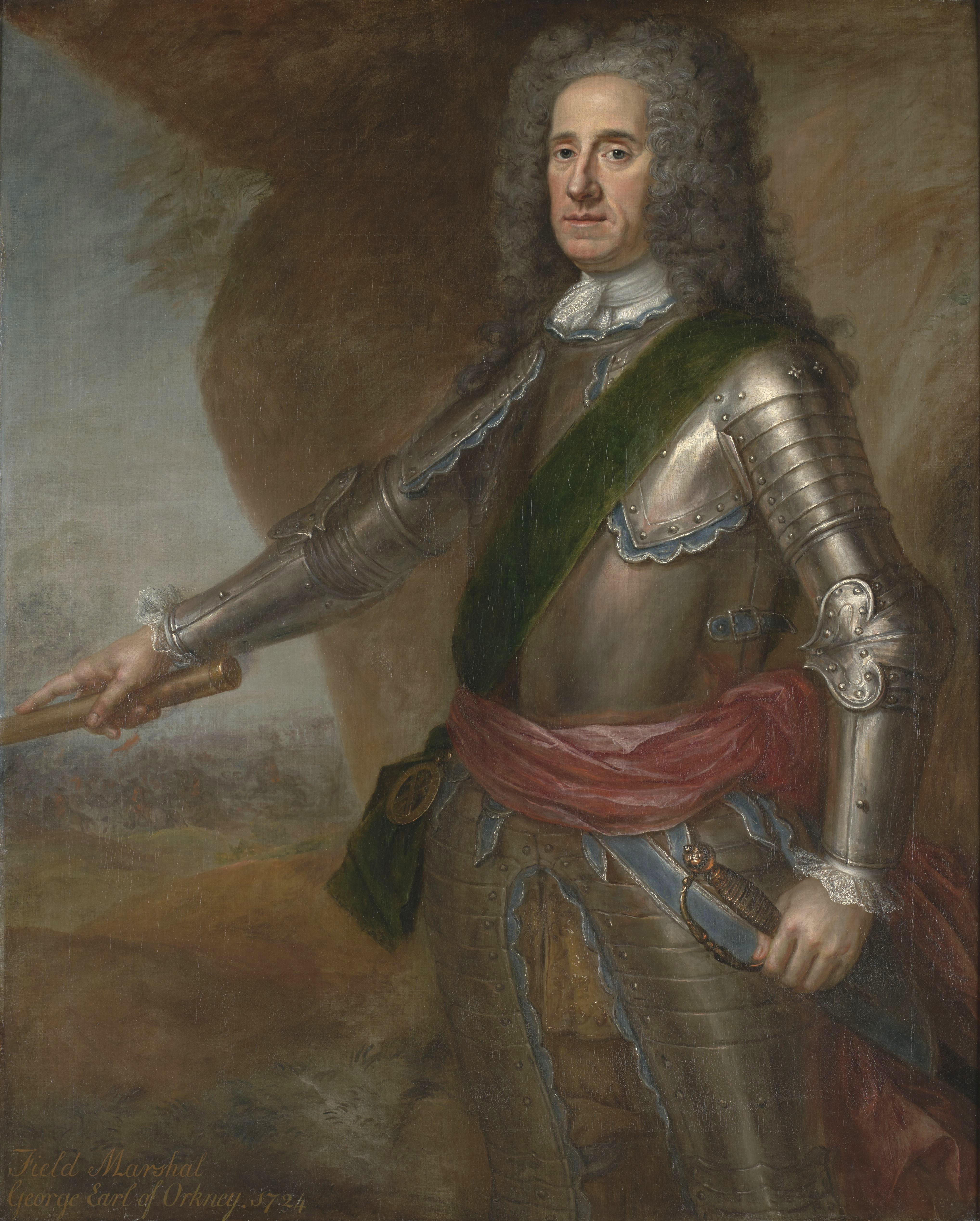
初代オークニー伯ジョージ・ダグラス＝ハミルトン

初代オークニー伯ジョージ・ダグラス＝ハミルトン（George Douglas-Hamilton, 1st Earl of Orkney, KT, 1666年2月9日 - 1737年1月29日）は、イギリスの貴族、軍人。イギリスの初代陸軍元帥。

## 生涯
1666年、ハミルトン宮殿でセルカーク伯爵ウィリアム・ダグラス＝ハミルトンとスコットランド貴族でハミルトン公爵夫人アン・ハミルトンの5男として生まれた（母アンは自らの権利としてハミルトン公爵の称号を保持していた）。ハミルトン公ジェイムズ・ハミルトンは兄で、初代バッキンガム公ジョージ・ヴィリアーズは母方の曾祖母スーザンの弟に当たる。
叔父のダンバートン伯ジョージ・ダグラスの下でイングランド軍に従軍、ロイヤル・スコッツ第1連隊に入隊して1689年に中佐、大佐に昇進してイングランド王兼オランダ総督ウィリアム3世に従いウィリアマイト戦争で1690年のボイン川の戦い、翌1691年のオーグリムの戦いに参戦した。大同盟戦争でロイヤル・フュージリアーズ連隊に異動して1692年のステーンケルケの戦いに参戦、再び第1連隊に戻り1695年の第二次ナミュール包囲戦に加わり、この戦いで重傷を負ったが准将に昇進した。
同年に親戚に当たるヴィリアーズ家出身のエリザベス・ヴィリアーズと結婚、翌1696年にスコットランド貴族としてオークニー伯爵、カークウォール子爵に叙爵された。
スペイン継承戦争では少将になりイングランド軍の総司令官マールバラ公ジョン・チャーチルに従い各地を転戦、1704年のブレンハイムの戦いでは中央で戦闘に加わり、終盤でブレンハイムのフランス軍を降伏させた功績で中将に昇進した。1706年のラミイの戦いで右翼を率いて奮戦、1708年のアウデナールデの戦いにも加わったが、翌1709年のマルプラケの戦いでは大損害を被っている。終戦までスペイン領ネーデルラントで戦い抜き、終戦後は将軍となり第1連隊隊長にも任じられた。
ジョージ1世の下では名誉を与えられ王室執事、エディンバラ城の城代、ラナークシャー統監、バージニア植民地総督となり、1736年にイギリスの初代陸軍元帥となった。翌1737年に70歳で死去、娘のアンが爵位を継承、以後アンの子孫がオークニー伯位を継承していった。

## 子女
1695年、初代バッキンガム公の甥に当たるサー・エドワード・ヴィリアーズの娘エリザベスと結婚、3人の子を儲けた。
1. アン（? - 1756年） - 第2代オークニー伯爵、インチクィン伯爵ウィリアム・オブライエンと結婚
2. フランシス（? - 1772年） - 第3代スカーバラ伯爵トマス・ラムリー＝サンダーソンと結婚
3. ヘンリエッタ（? - ?） - 第5代コーク伯爵ジョン・ボイルと結婚